# Nina Koroleva
Nina Koroleva (...) è un'ex fondista sovietica.

## Biografia
In Coppa del Mondo ottenne il primo risultato di rilievo il 7 dicembre 1985 a Labrador City (5ª) e il miglior piazzamento il 10 dicembre 1986 a Ramsau am Dachstein (4ª). Non partecipò né a rassegne olimpiche né iridate.

## Palmarès

### Coppa del Mondo
- Miglior piazzamento in classifica generale: 9ª nel 1986